# Polizeiruf 110: Taximord
Taximord ist ein deutscher Kriminalfilm von Mathias Luther aus dem Jahr 2008. Es ist die 296. Folge innerhalb der Filmreihe Polizeiruf 110 und der 37. Fall für Schmücke und Schneider.

## Handlung
Spät abends entdeckt ein Busfahrer ein abgestelltes Taxi mit offenstehenden Türen, vom Fahrer fehlt zunächst jede Spur. Kurze Zeit später wird die Leiche der Taxifahrerin Julia Richter am Saaleufer gefunden. Die Kommissare Schmücke und Schneider werden mit dem Fall betraut. Schon am Fundort des Opfers treffen sie auf Georg Sendler. Er war mit Julia eng befreundet und ist ein Mitinhaber des kleinen Taxiunternehmens „Sendler“, zu dem auch sein Bruder Jens, dessen Frau Elke und die Mutter Hanna gehören. Der Verlust von Julia Richter und die verlorengegangenen Einnahmen treffen das Unternehmen hart, das schon länger mit finanziellen Problemen kämpft.
Richters letzter Fahrgast ist aus dem Musikclub „Metronom“ zugestiegen. Da der Wirt sich gut an den Schweizer Gast erinnern kann, lässt sich ein Phantombild anfertigen. Dieses Bild wird unter anderem an andere Taxiunternehmen verteilt. So wird der Schweizer Ulf Neuber bei seiner nächsten Taxifahrt erkannt und von den Taxikollegen fast gelyncht. Die Polizei muss einschreiten und erklären, dass Neuber zunächst nur als Zeuge gesucht wurde.
Julia Richter war bei der Polizei keine Unbekannte, denn beim Drogendezernat wurde bereits gegen sie ermittelt, da sie im Verdacht stand, bei ihren Taxifahrten mit Drogen gedealt zu haben. Kollege Müller informiert Schmücke und Schneider darüber, was nun zu der Vermutung Anlass gibt, dass der Tod der jungen Frau mit dem Drogenhandel zu tun hat und möglicherweise auch der harmlos erscheinende Neuber nicht so unschuldig ist, wie er tat. Da inzwischen auch das Handy und die Taxieinnahmen des Opfers gefunden werden, scheidet ein Raubmord aus. In Julia Richters Taxi finden sich neben kleineren Abpackungen verschiedener Drogen auch ein Versteck, das auf größere Mengen schließen lässt und darauf, dass das Opfer möglicherweise auch als Drogenkurier gearbeitet hat.
Schmücke versucht herauszufinden, ob Julia Richter allein gearbeitet hat oder ob das ganze Taxiunternehmen Sendler dahinter steckt. Durch eine Telefonüberwachung erhält die Polizei tatsächlich Kenntnis von einer geplanten Kurierfahrt. Der Anrufer kann schnell ermittelt werden und führt zu Erik Schumann. Ein junger Mann aus gutem Haus, der angibt, sein Zweithandy einem Mann überlassen zu haben, dem er Geld für Drogen schuldete. Damit sind die Ermittler wieder ratlos und setzen nun alles auf die Überwachung von Georg Sendler. Er wird bei seiner Kurierfahrt nach Tschechien observiert und die Ermittler vermuten, dass er seine Ware in Halle „dem großen Unbekannten“ übergeben wird und sie ihn so überführen können. Schmücke und Schneider beobachten, wie Georg Sendler, nachdem er nach Halle zurückgekehrt ist, mit dem Teehändler Jacobs die Koffer tauscht. Auch wenn man Jacobs den Drogenhandel nun beweisen kann, leugnet er, mit dem Tod von Julia Richter etwas zu tun zu haben. Parallel werden auch Georg und Jens Sendler festgenommen und des Mordes beschuldigt. Im gemeinsamen Verhör gibt Jens Sendler zu, sich mit Julia gestritten zu haben, da sie begonnen hatte, auf eigene Faust zu dealen und damit ihr geheimes Geschäft in Gefahr brachte. Als er sie zur Rede stellen wollte, habe er sie zu Boden gestoßen, sie fiel auf einen Stein, was bedauerlicherweise zu ihrem Tode führte.

## Hintergrund
Taximord wurde von der Saxonia Media Filmproduktion im Auftrag des MDR produziert und am 7. September 2008 im Ersten zur Hauptsendezeit erstmals ausgestrahlt.

## Kritik
Tilmann P. Gangloff von Kino.de schreibt: „Freunde der ‚Polizeiruf‘-Krimis aus dem mitteldeutschen Halle wissen, was sie erwartet. Hier geht es nicht um Nervenkitzel oder Oberflächenreize. […] Gemessen am üblichen Tempo der ARD-Sonntagsfilme geht es hier schon sehr bedächtig zu […]. Aber die Handlung ist sorgfältig durchdacht, selbst wenn man kaum alter Hase sein muss, um auf Anhieb zu ahnen, dass es nie und nimmer Raubmord gewesen sein kann. Um so hübscher sind die wiederholten Begegnungen Schmückes mit dem Teehändler. Der Schluss ist zwar etwas schlicht, könnte aber geradewegs aus einem amerikanischen Krimi stammen.“
Wesentlich härter urteilt Julian Miller von Quotenmeter.de und wertet: „Die neue Ausgabe des sächsischen ‚Polizeirufs‘ bietet weder eine interessante Grundidee, noch eine besonders gut gemachte Ausarbeitung. Der Stoff um Drogenschmuggel in Taxis hat etwas recht Bizarres an sich und ist dramaturgisch gesehen äußerst problematisch. In der ersten Stunde entsteht keinerlei Spannung oder Dynamik, sondern die Ermittlungen treten auf der Stelle. Nichts geht vorwärts und immer wieder kreisen die Gedanken der Ermittler über dem Fall, immer wieder wird um den heißen Brei herumgeredet. Zugegeben, das mag ein realistisches Bild von polizeilichen Ermittlungen sein; dennoch ist es weder spannend noch interessant und somit zur Verfilmung ungeeignet. Ewig mit ansehen zu müssen, wie die Figuren zu keinem Ergebnis kommen, kann sehr frustrierend sein. […] Die Schauspieler machen ihre Arbeit weder schlecht noch gut; auffallend ist jedoch Jaecki Schwarzs Inkompetenz, seine stereotype Rolle glaubwürdig rüberzubringen. ‚Polizeiruf 110 – Taximord‘ ist daher ein insgesamt unterdurchschnittlicher Krimi, der getrost verpasst werden darf.“
Die Kritiker der Fernsehzeitschrift TV Spielfilm geben den Daumen nach gerade und meinen: „Wie immer gehen die beiden Kommissare auch die kompliziertesten Fälle mit größtmöglicher Gelassenheit an. Das ist menschlich sehr sympathisch, aber nicht gerade packend.“ Fazit: „Fließt gemächlich dahin wie die Saale.“